# Temblor postanestésico
 El temblor postanestésico (PAS) es un temblor después de la anestesia.
La intensidad del PAS puede calificarse utilizando la escala descrita por Crossley y Mahajan: 
0 = sin temblores;
1 = no hay actividad muscular visible, pero hay piloerección, vasoconstricción periférica o ambas (hay otras causas excluidas);
2 = actividad muscular en un solo grupo muscular;
3 = actividad muscular moderada en más de un grupo muscular pero sin sacudidas generalizadas;
4 = actividad muscular violenta que involucra todo el cuerpo.
El temblor posanestésico es una de las principales causas de incomodidad en pacientes que se recuperan de la anestesia general. Por lo general, se debe a que la anestesia inhibe la capacidad termorreguladora del cuerpo, aunque la vasodilatación cutánea (provocada por el dolor postoperatorio) también puede ser un factor causal. El tratamiento de primera línea consiste en calentar al paciente; los casos más persistentes/severos pueden tratarse con medicamentos como tramadol, petidina, clonidina y nefopam, que funcionan al reducir la temperatura umbral temblorosa y el nivel de incomodidad del paciente. Como estos medicamentos pueden reaccionar y/o sinergizar con los agentes anestésicos empleados durante la cirugía, generalmente se evita su uso cuando sea posible. La ketamina anestésica también se puede usar para controlar los temblores postanestésicos.

## Otras lecturas
- «The intensity of postoperative shivering is unrelated to axillary temperature». Anaesthesia 49 (3): 205-7. March 1994. PMID 8147511. doi:10.1111/j.1365-2044.1994.tb03422.x.
- «Thermoregulation, mild perioperative hypothermia and postanaesthetic shivering». Br J Anaesth 84 (5): 615-28. May 2000. PMID 10844839. doi:10.1093/bja/84.5.615.
- Alfonsi P (May 2003). «Postanaesthetic shivering. Epidemiology, pathophysiology and approaches to prevention and management». Minerva Anestesiol 69 (5): 438-42. PMID 12768180.
- «Pharmacological treatment of postoperative shivering: a quantitative systematic review of randomized controlled trials». Anesth. Analg. 94 (2): 453-60. February 2002. PMID 11812718. doi:10.1213/00000539-200202000-00043.
- «Single-dose parenteral pharmacological interventions for the prevention of postoperative shivering: a quantitative systematic review of randomized controlled trials». Anesth. Analg. 99 (3): 718-27. September 2004. PMID 15333401. doi:10.1213/01.ANE.0000130589.00098.CD.
- «Independent risk factors for postoperative shivering». Anesth. Analg. 101 (6): 1849-57. December 2005. PMID 16301273. doi:10.1213/01.ANE.0000184128.41795.FE.

- Datos: Q2106232